# Édouard Montoute
Édouard Montoute (* 20. prosince 1970 Cayenne, Francouzská Guyana) je francouzský herec. Jeho první filmovou rolí byla postava jménem Alain Maline ve filmu Jean Galmot, aventurier z roku 1990.
Hrál například postavu Alaina ve všech čtyřech filmech série Taxi nebo seriálu David Nolande.

## Filmografie (výběr)
- Paris s'éveille (1991)
- Nenávist (1995)
- Taxi (1998)
- Taxi, Taxi (2000)
- Ráj na zemi (2001)
- Červená siréna (2002)
- Femme Fatale (2002)
- Asterix a Obelix: Mise Kleopatra (2002)
- Taxi 3 (2003)
- Poldou na 24 hodin (2004)
- V tvých snech (2005)
- Taxi 4 (2007)
- Milosrdné lži (2010)
- Taxi 5 (2018)